# Aguri Suzuki
Aguri Suzuki - em japonês, 鈴木 亜久里, Suzuki Aguri (Tóquio, 8 de setembro de 1960) é um ex-piloto de Fórmula 1 do Japão. Ele participou de 64 grandes prêmios entre 1988 e 1995, e o melhor resultado foi o 3º lugar no GP do Japão de 1990, sendo o primeiro piloto japonês a ir ao pódio.

## O início

### Kart, F-3 japonesa e Turismo: 1972 a 1986
Suzuki iniciou a carreira aos 12 anos, no kart. Em 1978, ganhou o campeonato nacional, e no ano seguinte, fez sua estreia em categorias de monopostos, disputando a Fórmula 3 Japonesa. Nas três épocas seguintes, conciliou a F-3 com o kart, e no final da temporada de 1981, era, novamente, campeão nacional da categoria. Em 1983, torna-se vice-campeão de Formula 3, fazendo com que se virasse para os Turismos, ao serviço da Nissan, onde conquista o título em 1986. Nesse ano, passa para a Fórmula 2, onde fica no segundo lugar do campeonato. Ainda em 1986, faz a sua primeira incursão pela Europa, correndo as 24 Horas de Le Mans, também ao serviço da Nissan.

### 1987 a 1988: F-3000 Japonesa e estreia na Fórmula 1
Em 1987, a F-2 transforma-se na Fórmula 3000 Japonesa, e Suzuki fica novamente com o vice-campeonato. Porém, no ano seguinte, ganha quatro corridas no campeonato e se torna campeão. Nesse mesmo ano, começou a participar na Fórmula 3000 internacional, ao serviço da Footwork (que mais tarde participaria da Fórmula 1), sem resultados de destaque. E em outubro, estreia-se na F-1, no GP do Japão (vencido por Ayrton Senna), ao serviço da Larrousse, substituindo o francês Yannick Dalmas. Apesar do conhecimento da pista de Suzuka, não passou de 16º lugar, a três voltas do vencedor.

### 1989: primeira temporada completa
O desempenho de Suzuki foi suficiente para lhe dar um lugar no grid da F-1 no ano seguinte, ao serviço da Zakspeed, que tinha ficado com motores Yamaha. Seu desempenho foi um desastre, uma vez que ele não conseguiu passar da pré-classificação em nenhuma corrida, ao contrário do alemão Bernd Schneider, seu companheiro de escuderia, que largou 2 vezes.

### 1990 a 1991: Altos e baixos na Larrousse
Em 1990, Suzuki teve uma segunda chance na Larrousse, onde havia feito sua estreia na F-1. Desta vez, o carro era bastante melhor do que o frágil modelo da Zakspeed, marcando seu primeiro ponto em Silverstone, ao chegar em 6º lugar, posição repetida no GP da Espanha. 

#### O único pódio na F-1
No GP do Japão, Suzuki teve a melhor apresentação na categoria; largando em 10º, aproveitou as falhas e as controvérsias dos pilotos da frente, levando seu Larrousse-Lamborghini #30 ao 3º lugar da corrida, atrás dos Benetton-Ford de Nelson Piquet e Roberto Pupo Moreno. No final do ano, conseguiu seis pontos e o 12º lugar final. Em 1991, Suzuki continua na Larrousse, onde pontua na corrida inicial, em Phoenix, a única vez que chega aos pontos, terminando a temporada em 22º lugar.

### 1992 a 1993: Declínio na Footwork
Para 1992, Aguri é escolhido pela Mugen-Honda para ocupar um dos carros da Footwork-Arrows, correndo ao lado do experiente italiano Michele Alboreto. Apesar de boas prestações na primeira metade da tabela, não pontua em nenhuma corrida, tendo um 7º lugar em Barcelona como seu melhor resultado. No ano seguinte, continua na Footwork, desta vez ao lado de outro experiente piloto, o inglês Derek Warwick, e, apesar de ter um bom desempenho em treinos classificatórios, não consegue pontuar pelo segundo ano consecutivo. Ao final do campeonato, Suzuki deixa a Footwork e fica sem vaga para 1994.

### 1994: Escolha-surpresa para correr na Jordan
Com o acidente provocado por Eddie Irvine no Brasil, a Jordan escala Suzuki, então com 33 anos de idade, a pilotar o carro #11, no GP do Pacífico, onde largou em vigésimo lugar e não chega ao final, com problema na direção. Substituído pelo italiano Andrea De Cesaris, o japonês não voltaria a correr em nenhuma etapa de 1994.

### 1995: Dividindo o carro da Ligier
No ano de 1995, a Ligier tinha sido comprada por Flavio Briatore, que tinha entregue a gestão a Tom Walkinshaw. O italiano tinha assegurado o fornecimento dos motores Mugen-Honda, mas os japoneses impuseram uma condição: colocar Suzuki em um dos carros. Como Olivier Panis era intocável, e Martin Brundle era amigo de Walkinshaw, chegou-se a um compromisso - Brundle e Suzuki revezariam o carro em algumas provas. Este estranho compromisso fez com que o japonês alinhasse pela Ligier nas três primeiras provas do campeonato, no GP alemão e nas provas japonesas (Pacífico e Japão). Nesses cinco GPs, o máximo que Suzuki obteve foi um sexto lugar em Hockenheim.

### Acidente e final de carreira
Nos treinos para o GP do Japão, no mesmo lugar onde alcançou o seu melhor resultado, um grave acidente impediu Suzuki, que largaria em 13º, de alinhar no grid. Depois de uma reflexão, Aguri, aos 35 anos de idade, anunciou sua aposentadoria da F-1.

### 1996 a 2001: Super-turismo japonês e aposentadoria definitiva
Depois de sair da F-1, Suzuki concentrou-se nos Super-Turismos japoneses, construindo uma equipe própria, a ARTA (Autobacs Racing Team Aguri).

### 2002 a 2005: participação na Indy
Em 2002, Aguri se alia ao piloto mexicano Adrián Fernández, para constituir, na Indy Racing League, a Super Aguri Fernandez Racing, que tinha um carro para o seu compatriota Kosuke Matsuura. A empreitada durou até 2005, quando foi convidado pela direção da Honda para montar sua equipe na Fórmula 1, inicialmente, para dar oportunidade a pilotos japoneses apoiados pela montadora.

### 2006 a 2008: volta à Fórmula 1, com a Super Aguri
Em 2006, Suzuki retorna à F-1, não como piloto, mas como dirigente da Super Aguri. O início da equipe foi controverso - comprou a antiga sede da Arrows, em Leafield, e alguns dos antigos chassis da equipe, de 2002, e começou do zero, com Takuma Sato (que teve seu contrato com a BAR rescindido) e outro japonês, Yuji Ide. Após as primeiras três corridas, Ide foi afastado da categoria após provocar um acidente com Christijan Albers, da Midland, e substituído pelo francês Franck Montagny, que, sem resultados de relevo, foi sacado do time, dando lugar a outro japonês, Sakon Yamamoto. 
No ano seguinte, com o chassis da Honda de 2006, com algumas modificações, e com o inglês Anthony Davidson como companheiro de Sato, a SA teve uma excelente temporada, consegue 4 pontos e algumas exibições que faziam deixar a "irmã maior" envergonhada (o destaque foi o GP do Canadá, onde Sato chegou a ultrapassar a poderosa McLaren do bicampeão Fernando Alonso, para delírio da torcida japonesa). Contudo, as dificuldades financeiras eram cada vez maiores, como resultado do calote da SS United, um de seus principais patrocinadores, e no início de 2008, depois de quatro corridas, a equipe terminou a sua participação na Fórmula 1.

## Resultados na F1
(Legenda)
| Ano  | Equipe   | 1        | 2        | 3        | 4        | 5        | 6        | 7        | 8        | 9        | 10       | 11       | 12       | 13       | 14       | 15       | 16       | 17  | Equipe   | Pos | Pontos |
| ---- | -------- | -------- | -------- | -------- | -------- | -------- | -------- | -------- | -------- | -------- | -------- | -------- | -------- | -------- | -------- | -------- | -------- | --- | -------- | --- | ------ |
| 1988 | Lola     | BRA      | SMR      | MÔN      | MEX      | CAN      | EUA      | FRA      | GBR      | ALE      | HUN      | BEL      | ITA      | POR      | ESP      | JAP 16   | AUS      |     | Lola     | NA  | 0      |
| 1989 | Zakspeed | BRA DNPQ | SMR DNPQ | MÔN DNPQ | MEX DNPQ | EUA DNPQ | CAN DNPQ | FRA DNPQ | GBR DNPQ | ALE DNPQ | HUN DNPQ | BEL DNPQ | ITA DNPQ | POR DNPQ | ESP DNPQ | JAP DNPQ | AUS DNPQ |     | Zakspeed | NA  | 0      |
| 1990 | Lola     | EUA ret  | BRA ret  | SMR ret  | MÔN ret  | CAN 12   | MEX ret  | FRA 7    | GBR 6    | ALE ret  | HUN ret  | BEL ret  | ITA ret  | POR 14   | ESP 6    | JAP 3    | AUS ret  |     | Lola     | 12º | 6      |
| 1991 | Lola     | EUA 6    | BRA ret  | SMR ret  | MÔN ret  | CAN ret  | MEX ret  | FRA ret  | GBR ret  | ALE ret  | HUN ret  | BEL DNQ  | ITA DNQ  | POR ret  | ESP DNQ  | JAP ret  | AUS DNQ  |     | Lola     | 22º | 1      |
| 1992 | Footwork | RSA 8    | MEX DNQ  | BRA ret  | ESP 7    | SMR 10   | MÔN 11   | CAN DNQ  | FRA ret  | GBR 12   | ALE ret  | HUN ret  | BEL 9    | ITA ret  | POR 10   | JAP 8    | AUS 8    |     | Footwork | NA  | 0      |
| 1993 | Footwork | RSA ret  | BRA ret  | EUR ret  | SMR 9    | ESP 10   | MÔN ret  | CAN 13   | FRA 12   | GBR ret  | ALE ret  | HUN ret  | BEL ret  | ITA ret  | POR ret  | JAP ret  | AUS 7    |     | Footwork | NA  | 0      |
| 1994 | Jordan   | BRA      | PAC ret  | SMR      | MÔN      | ESP      | CAN      | FRA      | GBR      | ALE      | HUN      | BEL      | ITA      | POR      | EUR      | JAP      | AUS      |     | Jordan   | NA  | 0      |
| 1995 | Ligier   | BRA 8    | ARG ret  | SMR 11   | ESP      | MÔN      | CAN      | FRA      | GBR      | ALE 6    | HUN      | BEL      | ITA      | POR      | EUR      | PAC ret  | JAP DNS  | AUS | Ligier   | 17º | 1      |